# Manuel II de Portugal
Manuel II (Lisboa, 15 de novembro de 1889 – Londres, 2 de julho de 1932), cognominado "o Patriota", foi o último Rei de Portugal e Algarves de 1908 até à sua deposição em 1910 com a Implantação da República Portuguesa. Era o segundo filho do rei D. Carlos e sua esposa a princesa Amélia de Orleães, tendo ascendido ao trono após o assassinato de seu pai e irmão mais velho D. Luís Filipe, Príncipe Real.

## Primeiros anos

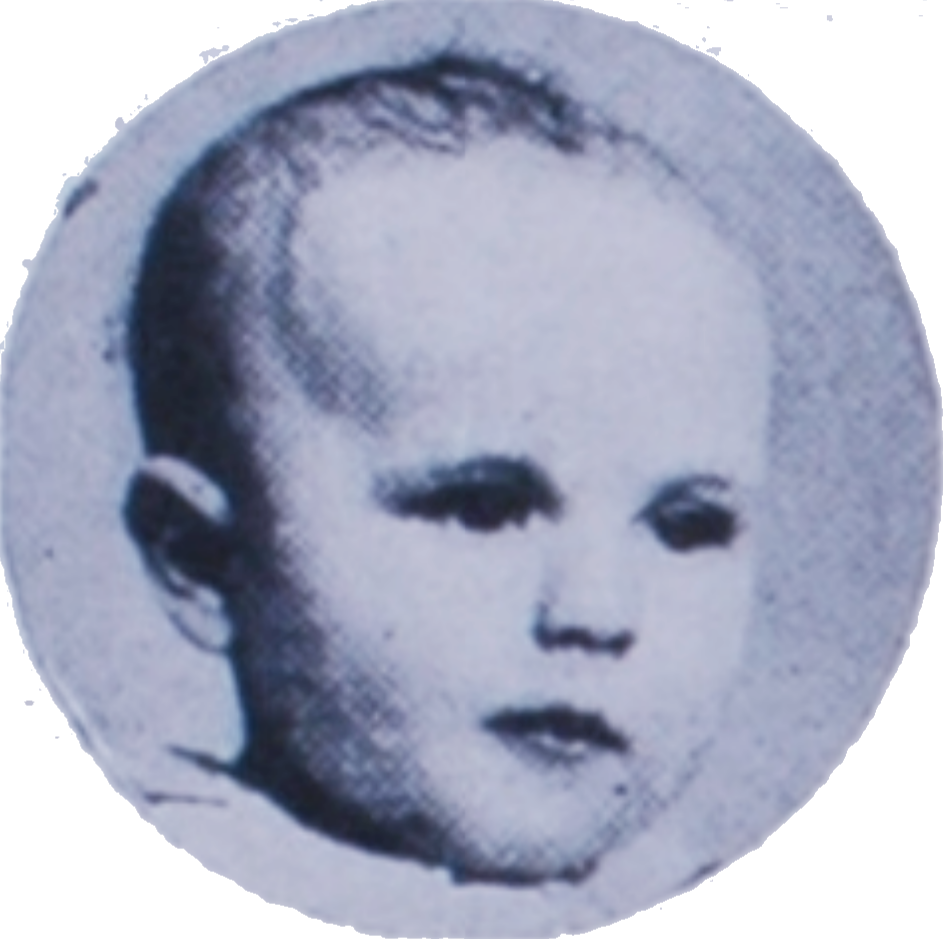
D. Manuel aos oito meses de idade, em 1890.

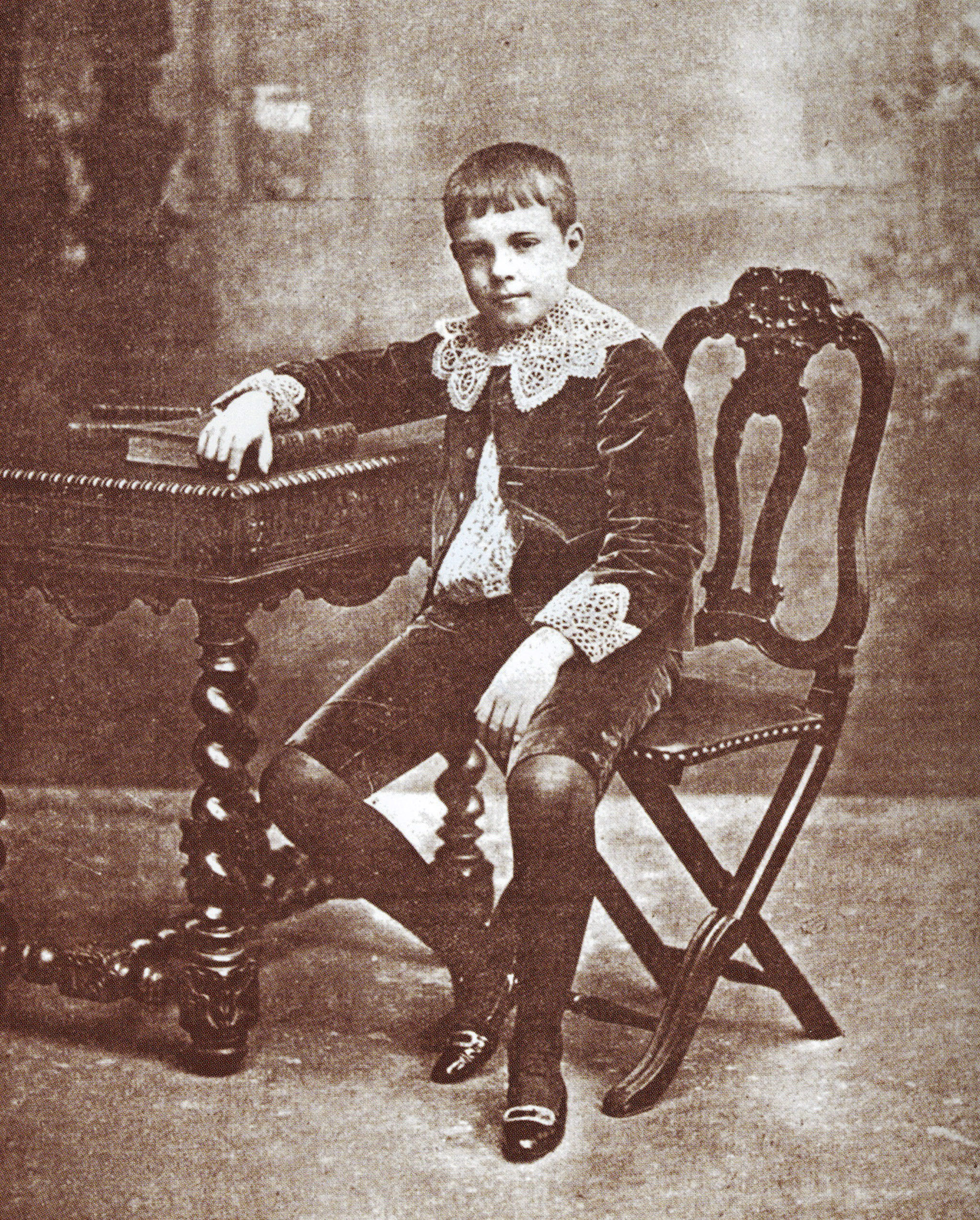
O infante D. Manuel aos doze anos de idade.

Manuel II nasceu no Palácio de Belém, em Lisboa, cerca de um mês depois da subida de seu pai ao trono de Portugal. Baptizado alguns dias depois, no mesmo Paço de Belém, teve por padrinho o avô materno, o príncipe Luís Filipe, Conde de Paris, e por madrinha a avó paterna, a rainha Maria Pia. Tendo participado da cerimônia seu tio-bisavô o imperador Pedro II do Brasil, deposto do seu trono exatamente no dia do seu nascimento. D. Manuel recebeu à nascença os títulos reais de Infante de Portugal e de Duque de Beja.
Teve o tratamento e a educação tradicionais dos filhos dos monarcas da sua época, embora sem preocupações políticas, dado ser o filho segundo do rei e, como tal, não esperar um dia vir a ser rei. Como tal, é de notar que durante a infância e juventude posava para os fotógrafos com uma atitude mais altiva que o irmão. Este divertia-se com os tiques snobes do irmão mais novo, embora sempre tenham sido bons amigos. Paradoxalmente, depois de subir inesperadamente ao trono, Manuel teve uma atitude oposta, afastando-se regularmente dos costumes protocolares: foi o primeiro rei de Portugal a não dar a mão a beijar aos dignitários durante a cerimónia anual do beija-mão real, a 1 de janeiro.
Aos seis anos já falava e escrevia em francês. Estudou línguas, história e música (tendo como professor Alexandre Rey Colaço). Desde cedo se mostrou a sua inclinação pelos livros e pelo estudo, contrastando com o seu irmão, Luís Filipe, mais dado a actividades físicas. Viajou em 1903 com a mãe, a rainha D. Amélia de Orleães, e o irmão ao Egito, no iate real Amélia, aprofundando assim os seus conhecimentos das civilizações antigas. Em 1907 iniciou os seus estudos de preparação para ingresso na Escola Naval, preparando-se para seguir carreira na Marinha.

## Reinado

### Ascensão

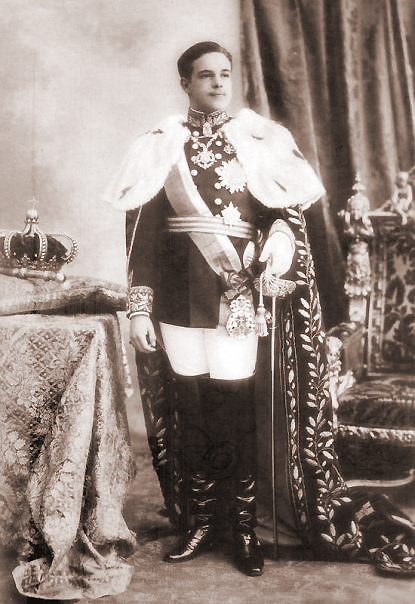
D. Manuel II em sua aclamação, 1908.

A sua futura carreira naval foi inesperadamente interrompida em 1 de fevereiro de 1908, com o Regicídio de 1908. O infante havia regressado a Lisboa (depois de ter estado alguns dias em Vila Viçosa, com toda a família) para se preparar para os exames da escola naval, tendo ido esperar os pais e o irmão ao Terreiro do Paço. Minutos depois deu-se o atentado que vitimou o rei e o príncipe real, sendo Manuel atingido no braço.
O infante tornou-se assim Rei de Portugal. A sua primeira decisão consistiu em reunir o Conselho de Estado, a conselho do qual demitiu o primeiro-ministro João Franco, cuja política de força foi considerada responsável pela tragédia. Nomeou então um governo de aclamação partidária, presidido pelo Almirante Francisco Joaquim Ferreira do Amaral. Esta atitude acalmou momentaneamente os ânimos mas, em retrospectiva, acabou por enfraquecer a posição monárquica pois foi vista como fraqueza por parte dos republicanos.

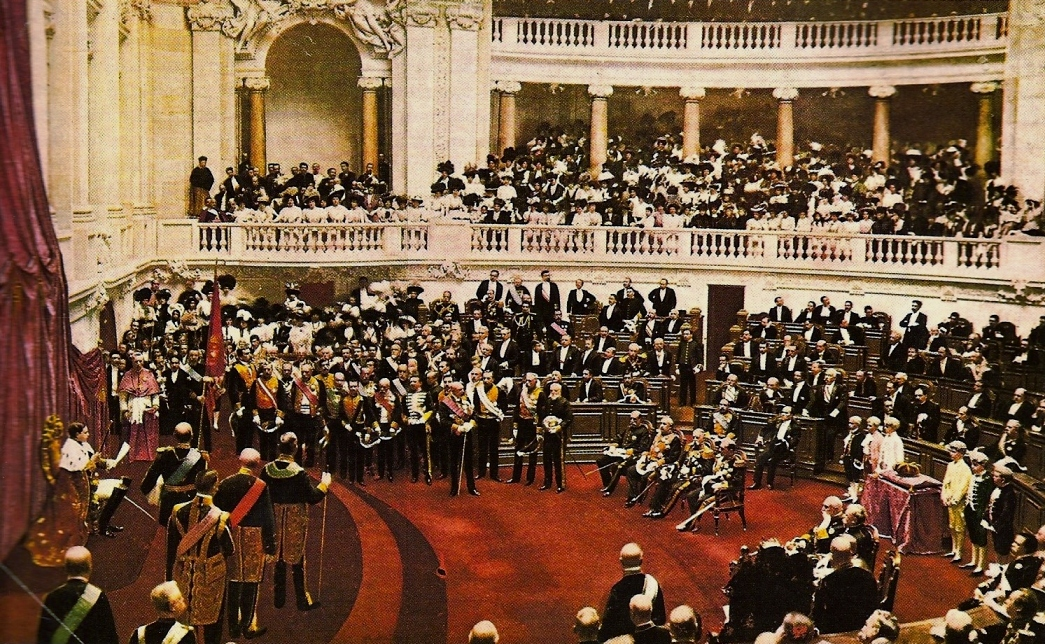
Juramento de D. Manuel II.

Foi solenemente aclamado "Rei" na Assembleia de Cortes em 6 de maio de 1908, perante os deputados da Nação, jurando cumprir a Carta Constitucional. Manuel manteve-se sempre fiel a este juramento mesmo quando, já no exílio, foi pressionado a apoiar outras formas de governo para uma possível restauração. O rei auferiu, no início, uma simpatia generalizada devido à sua tenra idade (18 anos) e à forma trágica e sangrenta como alcançou o trono. Foi então fortemente protegido pela sua mãe, Amélia, e procurou o apoio do experiente José Luciano de Castro.
Julgando que a intervenção directa na governação pelo seu pai havia sido a causa principal para o desfecho trágico do reinado deste, D. Manuel II absteve-se de intervir directamente nos assuntos do governo, seguindo a máxima de que o rei reina, mas não governa. No entanto, sobre um aspecto se debruçou directamente o rei, a Questão Social.

### Questão Social
Por "Questão Social" compreende-se a preocupação, por parte de alguns intelectuais e governantes, com a sorte do crescente proletariado urbano criado ao longo do século XIX com as mudanças impostas na sociedade pela Revolução Industrial. Em Portugal, dada a fraca industrialização, essa questão não teve o peso que teve noutros países, no entanto, o seu peso era exacerbado tanto pela crise económica do país, como pela acção reivindicativa do Partido Republicano.
Existia um partido socialista desde 1875, mas nunca chegou a ter representação parlamentar. Isto devia-se não só ao fraco peso do operariado no país e às divergências internas de carácter doutrinário, mas sobretudo ao facto de o Partido Republicano concentrar em si, pela sua natureza mais radical, todos os descontentes. Dado que era teoria dos socialistas, ao contrário dos republicanos, que a questão do regime era secundária face à melhoria de condições de vida para os operários e por conseguinte, estarem dispostos a colaborar com o regime, D. Manuel II vai tomar iniciativas de modo próprio. Pretendia com isto o rei, sem infringir os seus deveres constitucionais, incentivar o Partido Socialista de forma a que este retirasse apoios ao Partido Republicano, nomeadamente o apoio do proletariado urbano, dado que este último partido punha para depois da mudança de regime quaisquer medidas sociais concretas.
Assim, logo em 1909 Manuel convida para Portugal, a expensas suas, o sociólogo francês Léon Poinsard. Este percorreu o país com o fito de elaborar um extenso relatório. Neste documento defendia que, para se combater os clientelismos derivados do rotativismo, se devia reorganizar o trabalho e a administração locais, em consequência do qual a reforma política viria naturalmente.
|                                                                          |  |  |
| D. Manuel II em uniforme de Generalíssimo do Exército Português em 1909. |  |  |

Entusiasmado, o rei escreve, em junho de 1909, ao então Presidente do Conselho de Ministros, Venceslau de Lima, pondo-o ao corrente da recente reorganização do Partido Socialista, então unido sob a chefia de Aquiles Monteverde, e lembrando-o da importância de uma colaboração do regime com os socialistas: “Desta maneira, vamos desviando o operariado do partido republicano e, orientando-o, o que virá a ser uma força útil e produtiva”.
Apesar de contactos anteriores do governo de Campos Henriques com o socialista Azedo Gneco, Venceslau de Lima considerou a acção difícil, dadas as dificuldades que surgiam então na realização do Congresso Nacional Operário, boicotado por anarquistas e republicanos com um congresso rival. Por seu lado, os socialistas entusiasmam-se com o apoio régio, iniciando-se correspondência entre o rei e Aquiles Monteverde. Este dá conta ao rei, em outubro de 1909, da falência do rival Congresso Sindicalista, agradecendo-lhe o interesse pelos operários. Apesar do apoio Real, e devido à instabilidade governativa, durante o ano de 1909 não se tomaram medidas legais que mostrassem concretamente essa aproximação aos socialistas, excepto nas portarias que de facto facilitaram e permitiram o trabalho de Poinsard.
Foi só já no governo de Teixeira de Sousa, em julho de 1910, que o governo criou uma comissão com o fito de estudar o estabelecimento de um Instituto de Trabalho Nacional. Desta comissão faziam parte três socialistas, incluindo Azedo Gneco. No entanto, Aquiles Monteverde queixava-se, que faltavam à comissão meios para ser eficaz, nomeadamente, que a comissão tivesse um carácter permanente e que os delegados socialistas tivessem acesso ilimitado aos transportes do estado para prosseguirem a sua tarefa de propaganda pelo país. Informado, o rei passou palavra ao governo que, através do ministro das obras públicas, concordou com o estabelecimento de um Instituto de Trabalho Nacional. Estava-se em fins de setembro de 1910, e no início do mês seguinte ocorria o golpe de estado do Partido Republicano, o que pôs fim à tentativa do monarca de revitalizar um partido que não se opusesse ao regime: de certa forma o mesmo que o seu pai tentara fazer, mas por meios menos drásticos e mais demorados. Mas faltou-lhe tempo para o conseguir.

### Política externa
Durante seu reinado visitou várias localidades do norte do país e visitou oficialmente a Espanha, a França e a Inglaterra, onde foi nomeado cavaleiro da prestigiada Ordem da Jarreteira, em novembro de 1909. Recebeu as visitas de Afonso XIII, Rei de Espanha, em 1909 e de Hermes da Fonseca, Presidente eleito do Brasil, em 1910.
Procurou sempre seguir uma política de aproximação à Grã-Bretanha. Este imperativo era ditado não só por uma orientação geo-política já seguida pelo seu pai, mas também como um recurso para fortalecer o trono. Considerava-se que o casamento do rei com uma princesa inglesa colocaria definitivamente a casa de Bragança sob a protecção da Inglaterra. No entanto, a instabilidade do país, o recente regicídio e a lentidão das investigações sobre este atrasaram as negociações até que a morte do rei britânico, Eduardo VII, lhes pôs fim. O velho monarca, amigo pessoal de Carlos, havia sido o grande protector da Casa de Bragança e, sem ele, o governo liberal britânico não tinha especial interesse pela manutenção do regime monárquico em Portugal.

### Situação interna e Revolução Republicana
Entretanto a situação política degradou-se, tendo-se sucedido sete governos em cerca de 24 meses. Os partidos monárquicos voltaram às costumeiras questiúnculas e divisões, fragmentando-se, enquanto o partido republicano continuava a ganhar terreno. As eleições legislativas de 28 de agosto de 1910 fizeram aumentar os deputados republicanos no parlamento para 14 deputados (9% de republicanos, contra 58% de apoio ao governo, e 33% do bloco da oposição), o que parece ter favorecido bastante a causa revolucionária, embora já tivesse sido tomada a decisão de tomar o poder pela via revolucionária, no Congresso de Setúbal, 24 a 25 de abril de 1909.
Na verdade, a 4 de outubro de 1910, começou uma revolução e no dia seguinte, 5 de outubro deu-se a Proclamação da República em Lisboa. O Palácio das Necessidades, residência oficial do rei, foi bombardeado, pelo que o monarca terá sido aconselhado a dirigir-se ao Palácio Nacional de Mafra, onde sua mãe, a rainha, e a avó, a rainha-mãe Maria Pia de Saboia viriam juntar-se a ele. No dia seguinte, consumada a vitória republicana, D. Manuel II decidiu-se a embarcar na Ericeira no iate real "Amélia" com destino ao Porto.
Os oficiais a bordo terão demovido Manuel dessa intenção, ou raptaram-no simplesmente, levando-o para Gibraltar. A família real desembarcou em Gibraltar, recebendo-os logo a notícia de que o Porto aderira à República. O golpe de Estado estava terminado. A família real seguiu dali para o Reino Unido, onde foi recebida pelo rei Jorge V do Reino Unido.

## Exílio

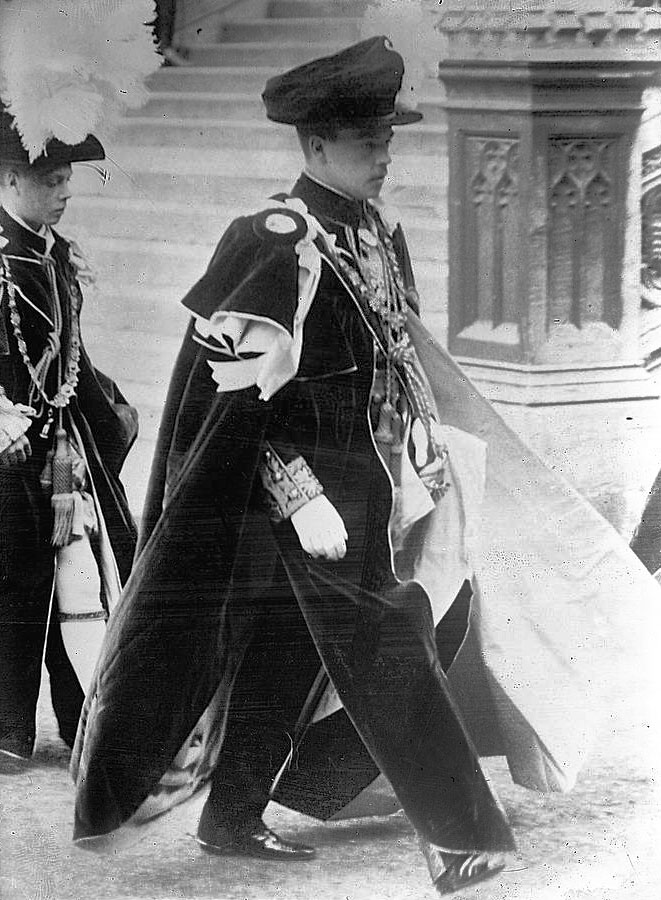
Manuel II, enquanto vivia em Inglaterra.

Manuel fixou residência em Fulwell Park, Twickenham, nos arredores de Londres, local para onde seguiram os seus bens particulares, e onde já sua mãe havia nascido, também no exílio.  Ali procurou recriar um ambiente português, à medida que fracassavam as tentativas de restauração monárquica (em 1911, 1912 e 1919). Manteve-se sempre activo na comunidade, frequentando a igreja católica de Saint James, e sendo o padrinho de baptismo de várias dezenas de crianças. A sua passagem no lugar ainda se vê hoje em topónimos como "Manuel Road", "Lisbon Avenue" e "Portugal Gardens".
Continuou a seguir de perto a política portuguesa, gozando de alguma influência junto de alguns círculos políticos, nomeadamente das organizações monárquicas. Preocupava-se de que a anarquia da Primeira República provocasse uma eventual intervenção espanhola e o seu perigo para a independência nacional.
Pelo menos um caso é conhecido em que a intervenção directa do rei teve efeito. Depois do afastamento de Gomes da Costa pelo general Fragoso Carmona, foi nomeado novo embaixador de Portugal em Londres, substituindo o anteriormente designado. Dada a aparente instabilidade e rápida sucessão de embaixadores designados o governo britânico recusou-se a reconhecer as credenciais do novo enviado. Ora acontece que na altura estava a ser negociada a liquidação da dívida de Portugal à Inglaterra, pelo que o assunto se revestia de grande importância. Nesta conjuntura, o ministro dos negócios estrangeiros da república pediu a Manuel que exercesse a sua influência para desbloquear a situação. O rei ficou encantado com esta oportunidade para ajudar o seu país e levou a cabo vários contactos (incluindo provavelmente o seu amigo, o rei Jorge V), o que teve de imediato os efeitos desejados.
Apesar de deposto e exilado, Manuel teve sempre um elevado grau de patriotismo, o que o levou, em 1915, a declarar no seu testamento a intenção de legar os seus bens pessoais ao Estado Português, para a fundação de um Museu, manifestando também a sua vontade de ser sepultado em Portugal.

### Casamento

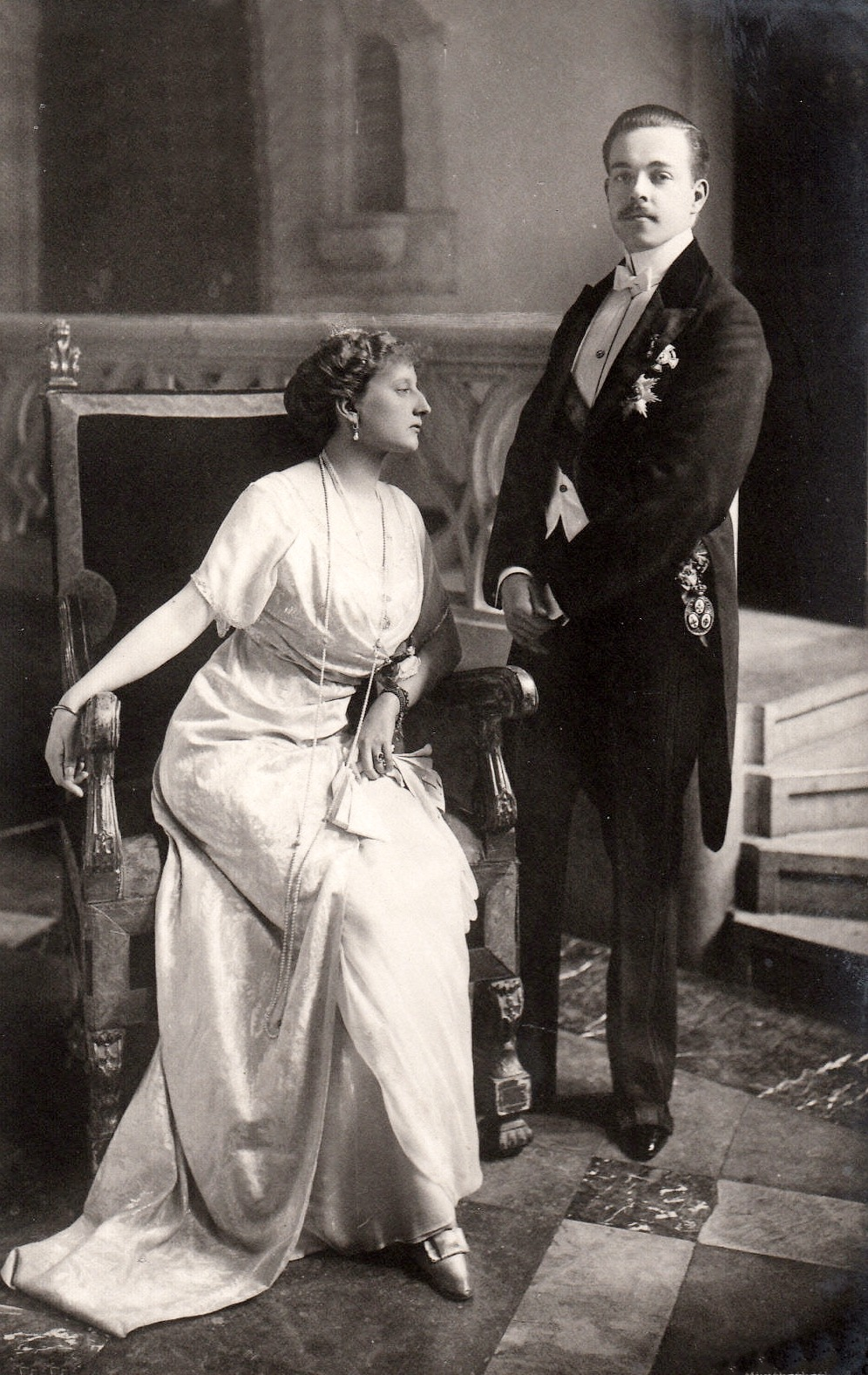
O rei D. Manuel II e sua esposa Augusta Vitória.

Em 4 de setembro de 1913, D. Manuel II casou-se com Augusta Vitória, princesa de Hohenzollern-Sigmaringen (1890-1966), sua prima (por ser neta da Infanta Antónia de Bragança), e filha do príncipe Guilherme de Hohenzollern-Sigmaringen. Durante a missa na manhã do enlace, que teve lugar na capela do Castelo de Sigmaringen, Manuel assistiu de pé, ostentando a Ordem da Jarreteira e o Grande cordão da Banda das Três Ordens, sobre um caixote cheio de terra portuguesa.
A cerimónia foi presidida por José Sebastião de Almeida Neto, cardeal-patriarca de Lisboa, à altura exilado em Sevilha, e que já havia baptizado D. Manuel II, e assistiram: o herdeiro do trono britânico, Eduardo, príncipe de Gales, bem como representantes das casas reinantes ou reais da Espanha, Alemanha, Itália, França, Roménia e de vários principados e reinos alemães próximos. O casamento, uma união calma e serena, durou até à morte súbita do rei, mas não teve descendência, fonte de grande descontentamento para os monárquicos portugueses. Em dezembro de 1913 regressaram a Londres e instalaram-se em Fulwell Park, uma propriedade em Twickenham de 20 hectares.

### Primeira Guerra Mundial
Sendo anglófilo e admirador do espírito britânico, Manuel defendeu a partir da entrada de Portugal na guerra, uma participação activa, instando os monárquicos a não lutarem contra a república e a porem de lado as tentativas restauracionistas enquanto durasse o conflito, e a unirem-se como portugueses na defesa da Pátria, chegando mesmo, no exílio, a ter solicitado a sua incorporação no exército republicano português.
Mas ao contrário do que esperava, a maioria dos monárquicos não corresponde às suas expectativas, pois eram germanófilos, que esperavam que a vitória do kaiser se saldasse pela restauração da monarquia. O rei por seu lado acreditava que só o apoio à Grã-Bretanha garantia a manutenção das colónias portuguesas, que se perderiam para a ambição alemã em caso de vitória destes, quer Portugal fosse uma república ou uma monarquia. Mas apenas aqueles mais próximos do rei se ofereceram para lutar, embora a República não tenha aceite os serviços de nenhum monárquico.
O próprio monarca se pôs à disposição dos aliados para servir como melhor pudesse. Ficou de início um pouco desapontado quando o colocaram como oficial da Cruz Vermelha britânica, mas o esforço que desenvolveu ao longo da guerra, participando em conferências e recolha de fundos, visitando hospitais e mesmo os feridos na frente, acabou por ser muito gratificante. As visitas à frente foram dificultadas pelo governo francês, mas a amizade com Jorge V era suficiente para desbloquear esses entraves.
O seu esforço nem sempre foi reconhecido. Anos mais tarde, em entrevista a António Ferro, lamentou-se, "A sala de operações do Hospital Português, em Paris, durante a guerra, foi montada por mim. Sabe o que puseram na placa da fundação? ‘De um português de Londres´."
Ao rei se deveu a criação do departamento ortopédico do hospital de Sheperds Bush, que por sua insistência continuou a funcionar até 1925, assistindo aos mutilados de guerra. Uma prova de reconhecimento dos ingleses para Manuel e para com Portugal foi o facto de Jorge V tê-lo convidado a ocupar um lugar a seu lado na tribuna de honra do desfile da vitória, em 1919.

### Incursões monárquicas
Desde 1911 que forças de monárquicos exilados se centram na Galiza, com o beneplácito do governo espanhol, para entrarem em Portugal e restaurarem o regime monárquico. Eram lideradas pelo carismático Henrique de Paiva Couceiro, veterano das campanhas de África e o único oficial que se havia batido com denodo pelo regime aquando do golpe de Estado de 5 de outubro, e pelo jornalista e seu braço direito Álvaro Pinheiro Chagas. Acreditava o Paladino (assim o alcunhava a imprensa republicana o primeiro) que bastava uma demonstração de força para que o povo rural se erguesse em apoio da restauração. Os acontecimentos mostraram que estava enganado, pois além de mal preparadas e mal financiadas, a reacção do povo não correspondeu ao esperado, tendo a sua apatia e a defesa das forças republicanas batido as incursões de volta para a Galiza.
D. Manuel apoiou como pôde estas incursões, embora os seus recursos financeiros, nos primeiros anos de exílio, fossem bastante limitados. Acresce o facto de que esta primeira incursão ter sido feita sob a bandeira azul e branca, mas sem a coroa, e foi precedida de um manifesto de Paiva Couceiro que identificava o movimento como neutro, e reclamando um plebiscito para decidir a forma de regime.  Ora como monarca constitucional legalmente jurado, D. Manuel II não aceitava ser sujeito a um referendo. Foi só após troca de correspondência e aceite que a restauração seria baseada na sua pessoa e na Carta Constitucional de 1826, que o rei passou a apoiar os exilados da Galiza.
A segunda incursão ocorreu em 1912 e apesar de melhor preparada, não encontrou maior sucesso. Isto deveu-se ao facto de que o governo espanhol, cedendo às pressões diplomáticas, agora que a república já gozava de um reconhecimento mais alargado, ter forçado os conjurados a escolherem, ou entrarem em Portugal, ou serem desarmados. Após o falhanço e retirada o governo espanhol desarmou os combatentes restantes, cuja presença na Galiza era, de resto, ilegal.
No entanto, é de notar que D. Manuel II nunca fez fé numa restauração baseada na força, e sempre defendeu que os monárquicos se deveriam organizar internamente para tentarem chegar ao poder legalmente, através do jogo eleitoral.  Esta orientação não era acatada de bom grado pela maioria dos monárquicos, mais radicais nas suas acções, pelo que nos anos seguintes continuavam as mal preparadas tentativas restauracionistas (por exemplo, em 20 de outubro de 1914), que o monarca achava apenas contribuíam para agravar a situação anárquica do país. Esta preocupação agravou-se com o começo da Primeira Guerra Mundial. Temia que a situação do país, combinada com a aproximação da Espanha às potências ocidentais, levasse a Inglaterra a substituir Portugal pelo seu vizinho como seu aliado, e que o próprio país fosse o preço cobrado por Afonso XIII pela sua entrada na guerra.

#### Pacto de Dover
Depois do fracasso da primeira incursão monárquica, e perante o que parecia desinteresse da parte de D. Manuel II, já que este não punha fé em movimentos baseados no uso da força, ganharam vigor os apoiantes do ramo absolutista, que apoiavam os descendentes do Rei D. Miguel I de Portugal, e que tinham participado no movimento. Para contrariar isso, o monarca teria alegadamente entrado em negociações directas com os representantes Miguelistas. Pretendia-se que Miguel Januário de Bragança reconhecesse D. Manuel II como rei de Portugal e que, em troca, o monarca reconhecesse a linhagem banida do Rei D. Miguel I como segunda na linha de sucessão, restabelecendo-lhes direitos dinásticos sucessórios e conferindo a cidadania portuguesa perdida aos pretendentes do ramo Miguelista.
De acordo com uma notícia publicada na imprensa, falou-se da ocorrência de um suposto encontro entre o rei D. Manuel II e Miguel Januário de Bragança, em Dover, a 30 de janeiro de 1912, onde se teriam alegadamente trocado cartas protocolares. A veracidade desse encontro e os resultados efetivos são ainda hoje bastante duvidosos. Argumentaram os seus adversários que o conteúdo daquelas cartas não correspondia ao que se tinha previamente acordado, tendo ficado o encontro por acordos quanto ao modo de ação na luta contra a república, enquanto que no que toca à sucessão nenhum acordo efetivo teria sido levado a cabo. Além disso, D. Manuel II nunca abdicou dos seus direitos como rei. Por outro lado, é possível que esta interpretação tenha surgido apenas em consequência de parcialidade por parte de alguns elementos constitucionalistas adversos ao acordo. Contudo, a situação não ficou de todo resolvida, pois ainda houve uma posterior tentativa de entendimento no Pacto de Paris.

### Monarquia do Norte

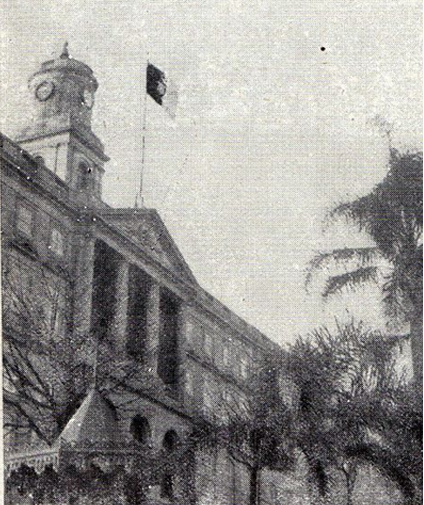
A "Monarquia do Norte" foi proclamada no Porto em 18 de janeiro de 1919.

Depois do falhanço das incursões monárquicas continuam amiúde os levantamentos ocasionais, sem mais que repercussão local, e que o monarca condenava, exortando os seus correlegionários a organizarem-se e a fazerem propaganda, de forma a restaurar o regime pelo voto, e não pela força. Esta opção pareceu viável quando a ditadura do general Pimenta de Castro, em janeiro de 1915, quebrou momentaneamente o monopólio político do Partido Democrático e, numa tentativa de captar as simpatias mais conservadoras, retirou as restrições à liberdade de associação que desde o 5 de outubro limitavam os monárquicos. Entre abril e maio de 1915 abriram-se 55 centros monárquicos (33 no Norte e 12 no Centro do país), mas perante esta abertura cerrou fileiras todo o espectro republicano e em 14 de maio de 1915 a revolução saiu à rua. 15 mil civis armados e a marinha em revolta manietaram o exército fiel ao governo e ao fim de três  dias de combates, 500 mortos e mais de mil feridos, o Partido Democrático estava de volta ao poder e os monárquicos de volta à ilegalidade.
A opção das urnas voltou a ter possibilidade com a subida ao poder de Sidónio Pais. Apesar de claramente republicano, também ele procurou apoio no sector mais conservador da sociedade, estabelecendo o sufrágio universal. O assassinato do presidente-rei levou ao poder forças republicanas mais moderadas, mas não sem oposição. O estabelecimento de juntas militares na província, algumas com tendências monárquicas e em oposição ao governo criaram expectativas de uma restauração através de um golpe militar. Por esta altura a guerra já tinha acabado, o que com a situação anárquica do país dava força aos que argumentavam por um golpe.
D. Manuel II, no entanto, continuava a pedir calma e, não pondo de parte a ideia de uma acção pela força num futuro próximo, insistia que se esperasse pelo fim das negociações de paz em Paris. Temia que um aumento da anarquia prejudicasse a posição negocial do país. Mas para Paiva Couceiro e para os integralistas era chegado o momento, bastava apenas a autorização real na pessoa do seu lugar-tenente. Este, Aires de Ornelas, recebeu o memorando que pedia autorização para um movimento de carácter monárquico, e convencido de que não se tratava de uma acção imediata, escreveu à margem “Go on. Palavras de El-Rei” e assinava.
A 19 de janeiro de 1919, com um milhar de soldados e algumas peças de artilharia, Paiva Couceiro restaurava no Porto a monarquia constitucional, na pessoa de D. Manuel II. Um governo provisório foi estabelecido, aderindo o Minho, Trás-os-Montes (com excepção de Chaves, Mirandela e Vila Real) e parte do distrito de Aveiro. Mas, ao contrário do que esperava Couceiro, o resto do país não se levantou.  O poder republicano continuava firme em Lisboa, onde Aires de Ornelas foi completamente apanhado de surpresa, e mais não pôde do que refugiar-se, com algumas centenas de monárquicos, no Regimento de Lanceiros 2, à Ajuda. Aumentando o número de refugiados que temiam represálias republicanas, o comandante do regimento, que era monárquico, fez retirar a guarnição e os civis, marchando para Monsanto, que na época tinha pouca vegetação. Aí juntaram-se a outras forças monárquicas, entrincheirando-se com parte das forças de cavalaria 4, 7 e 9, além da Bateria de Belém e do Regimento de Infantaria 30. Aires de Ornelas hesitou entre obedecer ao rei e ficar à margem, correndo o risco de os integralistas passarem a sua lealdade a Miguel, ou assumir a liderança deste movimento monárquico conjunto. Num terreno pouco propício para a arma de cavalaria, e cercados por forças republicanas, os monárquicos acabaram por se render em 24 de janeiro.
Com o falhanço da restauração no Centro e Sul do país, a sorte acabou por se virar contra Paiva Couceiro. A 13 de fevereiro, a parte da Guarda Nacional Republicana que o havia apoiado desertou e reinstaurou a república no Porto. Os monárquicos que não conseguiram fugir foram presos e condenados a pesadas penas. O rei, no exílio, poucas informações recebeu e acabou por saber do falhanço através dos jornais. As forças republicanas responsáveis pela vitória na escalada de Monsanto repuseram no poder a “República Velha”, o que não facilitava a vida aos monárquicos.
Nos meses seguintes, o monarca moveu a sua influência na corte britânica de modo a que tivesse lugar uma amnistia para os seus correligionários. Esta teve finalmente lugar aquando do 3.º aniversário da batalha de La Lys. Além do fracasso do movimento em si, com o qual não concordara nem fora consultado, D. Manuel II ainda teve que se confrontar com as acusações de desinteresse em regressar ao país e a deserção de parte dos activistas monárquicos.

#### Integralistas
A queda da monarquia constitucional em Portugal teve como reacção a criação de um movimento monárquico de renovação nacional que se distanciou das formas parlamentares cujos defeitos se consideraram como responsáveis pela queda do regime. Esse movimento, conhecido como Integralismo Lusitano, começou por afirmar a sua lealdade a D. Manuel II, então já no exílio.
No entanto, os proponentes do movimento nunca deixaram de salientar que a forma monárquica que pretendiam diferia da que fora derrubada em 1910. A monarquia tradicional que defendiam, das corporações e dos municípios, renegava as formas de representação parlamentar assentes exclusivamente em partidos ideológicos. Esta atitude chocava contra os princípios do rei que, embora reconhecendo defeitos na constituição vigente antes de 1910, não se achava no direito de ditar ou defender quaisquer alterações, considerando-se preso por juramento à carta constitucional. Quaisquer mudanças, defendia o monarca, teriam que ser discutidas e implementadas pelas cortes gerais da nação uma vez restabelecida a monarquia.
À medida que crescia a força das ideias integralistas entre as hostes monárquicas, aumentava o tom das exigências daqueles sobre o monarca exilado. Dada a recusa de Manuel em faltar ao seu juramento, aliada ao fracasso da Monarquia do Norte, e acusando o monarca de falta de interesse na restauração, a Junta do Integralismo Lusitano declarou-se desobrigada de lealdade para com o antigo monarca em outubro de 1919. Em julho de 1920, representantes do movimento reunir-se-iam com os representantes do ramo legitimista de que resultaria a transferência de lealdades para o terceiro filho de Miguel de Bragança, o então ainda menor Duarte Nuno.

#### Pacto de Paris
Tendo em conta o afastamento dos integralistas, e mais ainda o facto de depois de quase uma década de casamento o rei D. Manuel II e D. Augusta Vitória ainda não terem filhos, os pretendentes do ramo miguelista terão alegadamente tentado uma nova aproximação junto do monarca exilado. O encontro teve lugar em 17 de abril de 1922, em Paris, sendo representante do rei, o seu lugar-tenente Aires de Ornelas, e pelo lado dos miguelistas o conde de Almada, a pedido de Aldegundes de Bragança, condessa de Bardi, tutora do pretendente Duarte Nuno.
Alegadamente concordou-se que, a faltar sucessor de algum descendente do rei D. Manuel II de Portugal, se reconhecia que era aceite o sucessor indicado pelas Cortes Gerais da Nação Portuguesa. Ambos os lados colaborariam, cessando actividade conflituosas.
Os monárquicos constitucionalistas ficaram satisfeitos, mas entre as hostes integralistas isso não aconteceu. Devia-se o desagrado ao facto do acordo, como publicado, não fazer referência ao aspecto tradicionalista da monarquia a ser restaurada, algo em que a junta do Integralismo Lusitano considerava fundamental. Embora nessa altura, em 4 de maio de de 1922, tivesse sido retirado o seu apoio público ao acordo, este ainda se manteve, se bem com utilidade limitada, dado o seu falhanço em unir as forças monárquicas, até que em setembro de 1925 foi formalmente repudiado por Aldegundes de Bragança, em carta ao rei D. Manuel II, alegando não cumprimento pela outra parte, dado continuar a funcionar o jornal constitucionalista, enquanto o órgão integralista já havia sido fechado, e nenhum legitimista ou integralista ter sido convidado para o conselho superior monárquico. Terminava assim a última tentativa de reconciliação entre os dois ramos da Dinastia de Bragança.

### Bibliógrafo

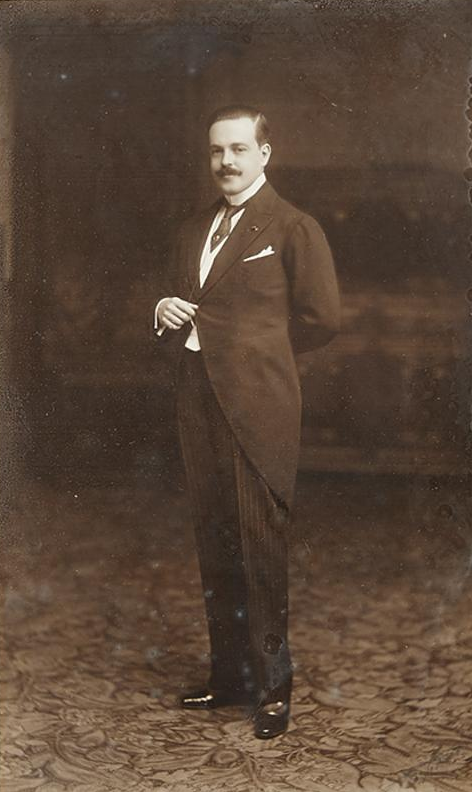
D. Manuel II em 1921.

D. Manuel II sempre se havia interessado pelos livros, e nos seus anos de exílio dedicou-se aos estudos e escreveu um tratado sobre literatura medieval e renascentista em Portugal. Nos tempos a seguir à Grande Guerra, e com mais tempo livre, embora sem descurar os contactos com as organizações monárquicas, o rei passou a dedicar-se mais aos estudos, seguindo assim a tradição que já vinha de seu pai.
Inicialmente planeou fazer uma biografia, assente em fontes primárias, sobre a vida de D. Manuel I de Portugal, que achava ter sido mal tratado pelos historiadores recentes. Para isso contratou os serviços do bibliófilo Maurice Ettinghausen em 1919, que se encarregou de lhe achar os livros antigos de que necessitava. Esta acção foi beneficiada pela dissolução de várias bibliotecas privadas em Portugal depois da implantação da república. Teria sido Ettinghausen que lhe sugerira que precedesse o seu estudo da feitura de uma lista de todos os livros antigos da sua biblioteca.
Cerca de 1926 o objectivo do real investigador já havia mudado e, abandonando a ideia da biografia, concentrou-se na descrição dos livros antigos da sua biblioteca. Mais do que uma simples lista, a obra foi aproveitada pelo autor para descrever as glórias passadas de Portugal, descrevendo cada obra não só bibliograficamente mas acompanhando-o com um ensaio sobre cada autor e cada assunto do livro, inserindo-o no seu contexto histórico. A sua interpretação era fundamentada com documentos e rigor científico, e o resultado final só pode ser criticado pelo marcado amor à sua pátria, bem patente na leitura e que o leva a uma exaltação dos valores ancestrais da Grei, ainda assim desculpáveis num exilado.
Sendo uma obra de tema especifico, o número de exemplares era de tiragem limitada e obtido por subscrição.  Estava ilustrado por fac-símiles das obras tratadas e escrito em português e em inglês. O primeiro volume da obra “Livros Antigos Portugueses 1489-1600, da Bibliotheca de Sua Magestade Fidelíssima Descriptos por S. M. El-Rey D. Manuel em Três volumes foi publicado em 1929, tendo Manuel se deslocado ao palácio de Windsor para entregar em mão um exemplar ao rei Jorge V, que havia sido o primeiro subscritor da obra. O volume debruça-se sobre dois manuscritos, cinco incunábulos e trinta e três livros impressos em Portugal até 1539.
A obra recebeu excelentes críticas dos especialistas e o rei dedicou-se de imediato ao segundo volume, que abrangia o período de 1540 a 1569. O trabalho foi estafante, mas, com excepção das sobrecapas, estava terminado em 1932. O rei faleceria inesperadamente pouco depois, tendo o terceiro volume sido publicado, sob a supervisão da sua bibliotecária, Miss Margery Withers, já postumamente. Este volume já só é uma listagem de obras, sem os ensaios que enriqueciam os anteriores, e que deram ao rei a merecida reputação de historiador e o mais erudito dos reis portugueses. O seu busto está hoje no átrio de entrada da Biblioteca Nacional em Lisboa.

## Morte
Faleceu inesperadamente na sua residência, em 2 de julho de 1932, sufocado por um edema da glote. O governo português, chefiado por António de Oliveira Salazar, autorizou a sua sepultura em Lisboa, organizando o funeral com honras de Estado. Os seus restos mortais chegaram a Portugal, em 2 de agosto, sendo sepultados no Panteão Real da Dinastia de Bragança, no Mosteiro de São Vicente de Fora em Lisboa.

## Sucessão
Embora nenhum dos alegados pactos entre os dois ramos da Dinastia de Bragança tenha levado, como se viu, a um acordo definitivo para além de qualquer dúvida, é de notar que, ao longo de todo o exílio, D. Manuel II nunca se procurou entender quer com o ramo brasileiro da Casa de Orleães-Bragança, quer com a linhagem do Duque de Loulé no que toca à sua própria sucessão.
Tendo isto em conta, além do próprio peso do movimento integralista, aquando do falecimento súbito do rei, em 1932 o movimento Causa Monárquica aclamou Duarte Nuno de Bragança, neto do Rei D. Miguel I, como Chefe da Casa Real Portuguesa.
Por seu lado, a partir de meados da década de 1950 Maria Pia contestou as pretensões dos descendentes do ramo Miguelista, alegando ser filha bastarda do Rei D. Carlos I, fruto de uma relação adúltera com Maria Amélia Laredó e Murça, reivindicando ser a legítima sucessora na chefia da Casa Real Portuguesa e a herdeira dos bens da Família Real, pretensões sempre negadas pelos tribunais portugueses.
Após a morte de D. Manuel II o Governo de Salazar instituiu a Fundação D. Manuel II com os bens pessoais do monarca e a Fundação da Casa de Bragança com os bens da Casa de Bragança. A administração da Fundação D. Manuel II coube à família Bragança, hoje chefiada por Duarte Pio de Bragança. A Fundação da Casa de Bragança é administrada por personalidades nomeadas pelo Estado, existindo um representante da família Bragança.

## Balanço
Passou à história com os cognomes O Patriota, pela preocupação que os assuntos pátrios sempre lhe causaram; O Desventurado, em virtude da Revolução que lhe retirou a coroa; O Estudioso ou o Bibliófilo (devido ao seu amor pelos livros antigos e pela literatura portuguesa). Os monárquicos chamavam-lhe O Rei-Saudade, pela saudade que lhes deixou, após a abolição da monarquia.

## Títulos, estilos, e honrarias

### Títulos e estilos
- 15 de novembro de 1889 — 1 de fevereiro de 1908: "Sua Alteza, o Sereníssimo Infante Manuel de Portugal, Duque de Beja"
- 1 de fevereiro de 1908 — 5 de outubro de 1910: "Sua Majestade Fidelíssima, o Rei"
- 5 de outubro de 1910 — 2 de julho de 1932: "Sua Majestade, o Rei D. Manuel II "

O estilo oficial de Manuel como rei era: "Pela Graça de Deus, Manuel II, Rei de Portugal e dos Algarves, d'Aquém e d'Além-Mar em África, Senhor da Guiné e da Conquista, Navegação e Comércio da Etiópia, Arábia, Pérsia e Índia, etc."

### Honrarias
Enquanto monarca de Portugal, D. Manuel II foi grão-mestre das seguintes ordens:
- Ordem dos Cavaleiros de Nosso Senhor Jesus Cristo
- Ordem de São Bento de Avis
- Antiga, Nobilíssima e Esclarecida Ordem de Sant'Iago da Espada
- Antiga e Muito Nobre Ordem da Torre e Espada
- Real Ordem Militar de Nossa Senhora da Conceição de Vila Viçosa

### Títulos Militares
- Reino de Portugal: Almirante-general da Marinha Portuguesa (1908)
- Reino de Portugal: Marechal-general do Exército Português (1908)
- Reino da Espanha: Coronel honorário do Regimento de Infantaria de Castela Nº 16 (15 de fevereiro de 1909) [16]